# Canariella
Canariella es un género de molusco gasterópodo de la familia Hygromiidae en el orden de los Stylommatophora.

## Distribución geográfica
Es endémica de las Islas Canarias (España).

## Especies
Se reconocen 29 especies:
- Canariella berthelotii (d´Orbigny, 1836)
- Canariella bimbachensis Ibáñez & Alonso, 2002
- Canariella discobolus (Shuttleworth, 1852)
- Canariella eutropis (Shuttleworth, 1861)
- Canariella falkneri Alonso, Ibáñez & Ponte- Lira, 2002
- Canariella fortunata (Shuttleworth, 1852)
- Canariella gittenbergeri Hutterer. R. & Groh, K., 2008
- Canariella giustii Ibáñez & Alonso, 2006
- Canariella gomerae (Wollaston, 1878)
- Canariella hispidula (Lamarck, 1822)
- Canariella huttereri Ponte- Lira & Groh, 1994
- Canariella jandiaensis Ibáñez & Ponte- Lira, 2006
- Canariella lanosa (Mousson, 1872)
- Canariella leprosa (Shuttleworth, 1852)
- Canariella lopezjuradoi Hutterer, R. & Groh, K., 2008
- Canariella mecoi Hutterer, R. & Groh., 2008
- Canariella molinae Hutterer, R. & Groh, K., 2008
- Canariella multigranosa (Mousson, 1872)
- Canariella orzolae Gittenberger & Ripken, 1985
- Canariella planaria (Lamarck, 1822)
- Canariella plutonia (R.T Lowe, 1861)
- Canariella pontelirae[2] Hutterer, 1994
- Canariella pthonera (Mabille, 1883)
- Canariella ronceroi Ponte- Lira, 2002
- Canariella squamata Alonso, Ibáñez & Ponte- Lira, 2003
- Canariella subhispidula (Mousson, 1872)
- Canariella tenuicostulata Alonso, Ibáñez & Ponte- Lira, 2003
- Canariella tillieri Alonso, Ibáñez & Ponte-Lira, 2003